# Andrea Elson
Andrea Elson (ur. 6 marca 1969 w Nowym Jorku) – amerykańska aktorka.
Jest najbardziej znana z roli Lynn Tanner w serialu Alf.

## Filmografia

### Filmy
- 1989 – Class Cruise jako Staci Poston
- 1991 – Frankenstein: Studenckie lata (Frankenstein: The College Years) jako Andi Richmond

### Seriale
- 1983–1984 – Whiz Kids jako Alice Tyler
- 1984–1992 – Who’s the Boss? jako Melinda (gościnnie)
- 1986–1990 – Alf jako Lynn Tanner
- 1987–1997 – Świat według Bundych (Married... with Children) jako Heidi (gościnnie)
- 1990–1993 – Parker Lewis (Parker Lewis Can’t Lose) jako Denise (gościnnie)
- 1991–1998 – Krok za krokiem (Step by Step) jako Bonnie (gościnnie)
- 1992–1999 – Szaleję za tobą (Mad About You) jako Joanne (gościnnie)
- 1996 – Niegrzeczni panowie (Men Behaving Badly) jako Dziewczyna
- 1998 – Żar młodości (The Young and the Restless) jako Debbie Thompson
- 1999 – Passions jako Obsługująca lot (gościnnie)